# Blutschnabelweber

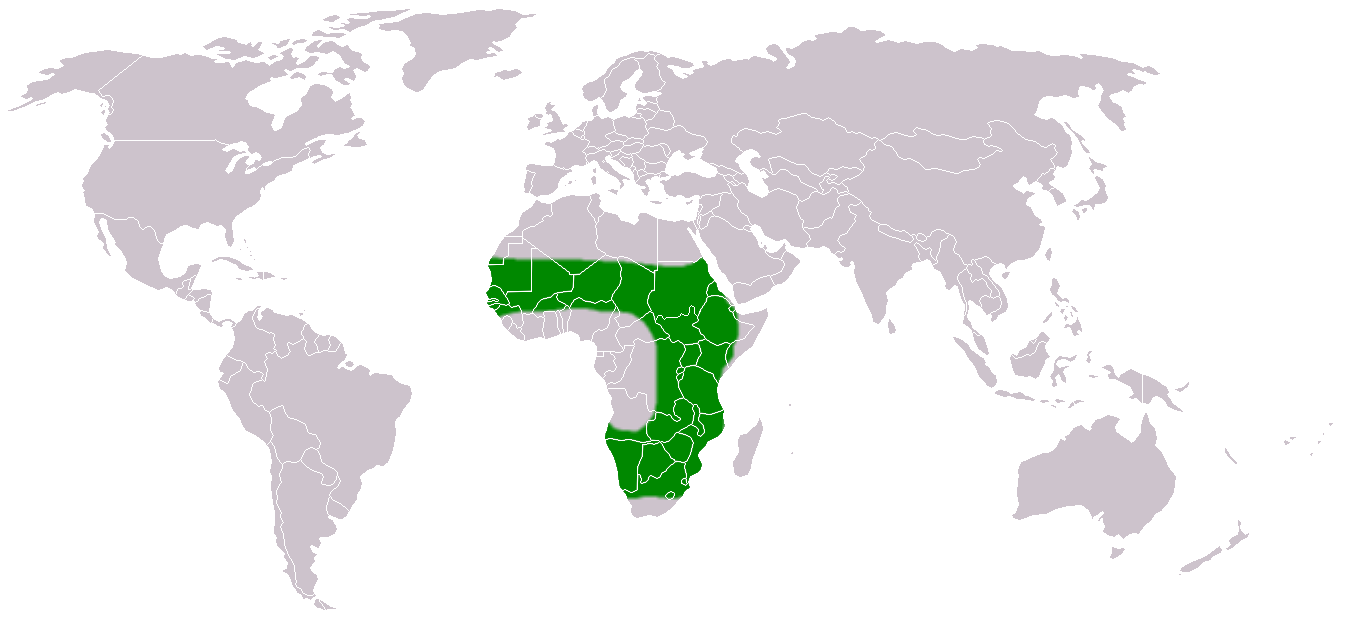
Verbreitungsgebiet (grün) des Blutschnabelwebers

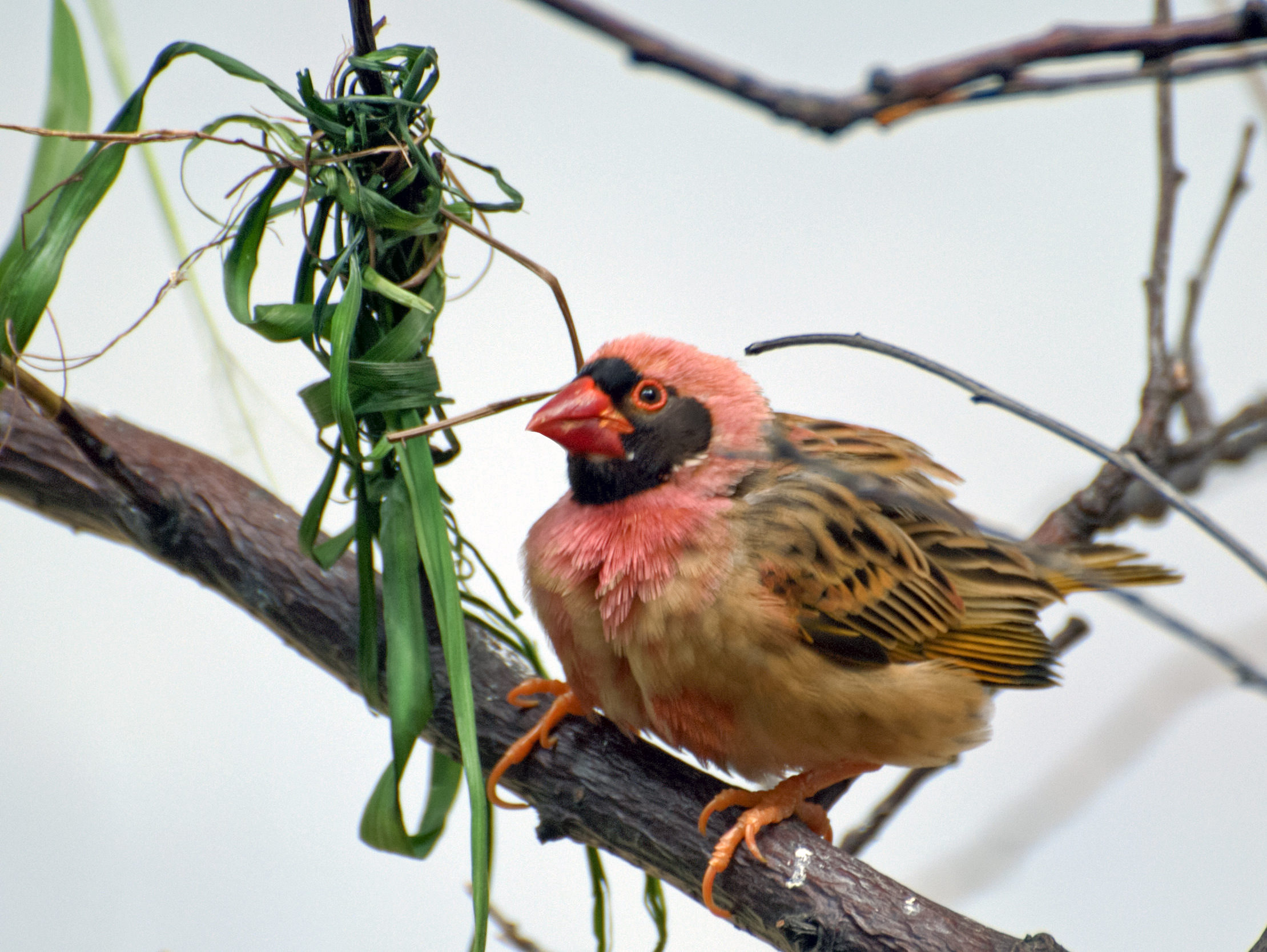
Vögel der Nominatform können sehr variabel gefärbt sein. Dieses Exemplar zeigt an Kopf und Brust ein ausgedehntes Rosa.

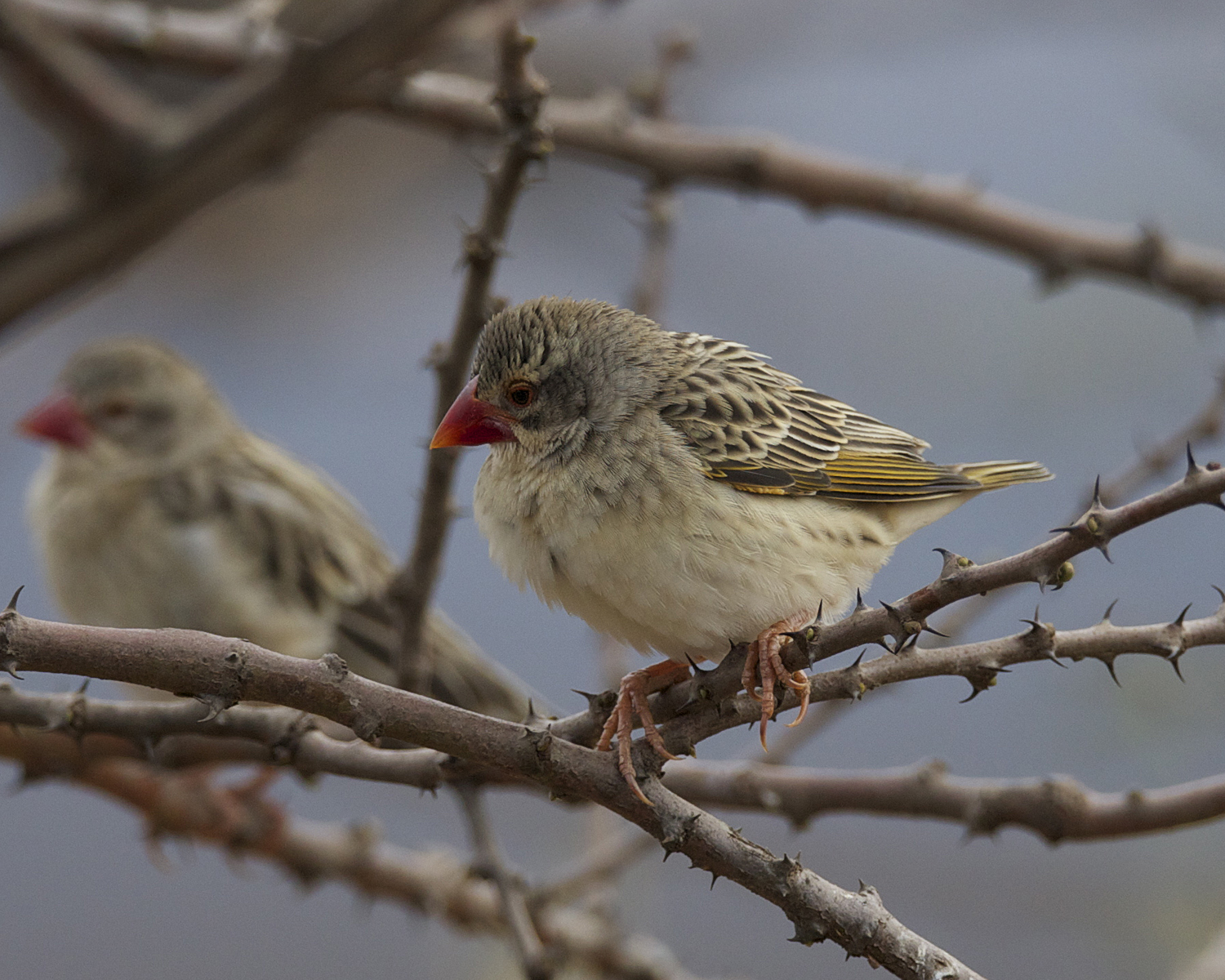
Blutschnabelweber im Schlichtkleid. Die Geschlechter lassen sich außerhalb der Brutzeit nicht unterscheiden.

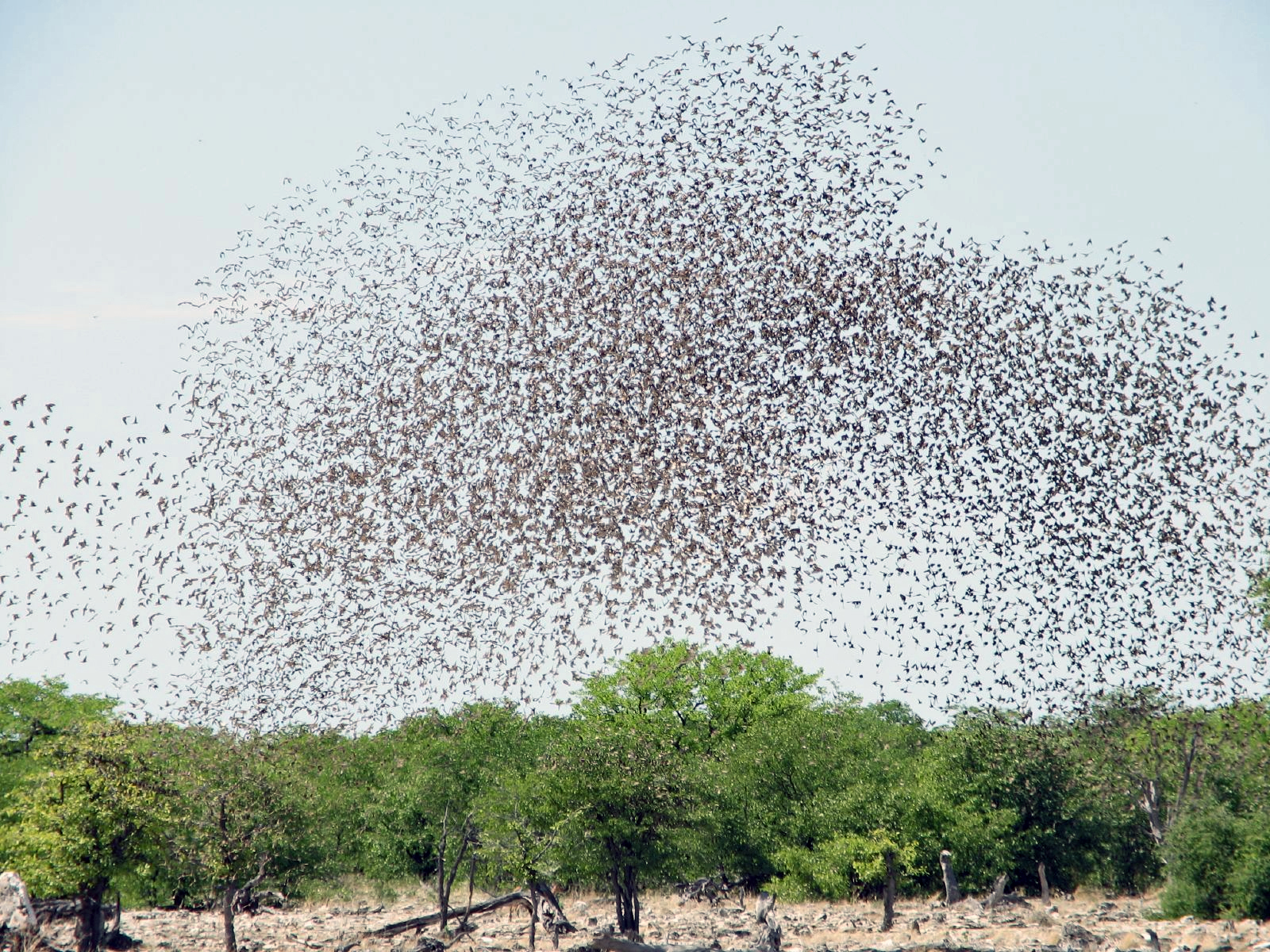
Der Blutschnabelweber kann riesige Schwärme bilden.

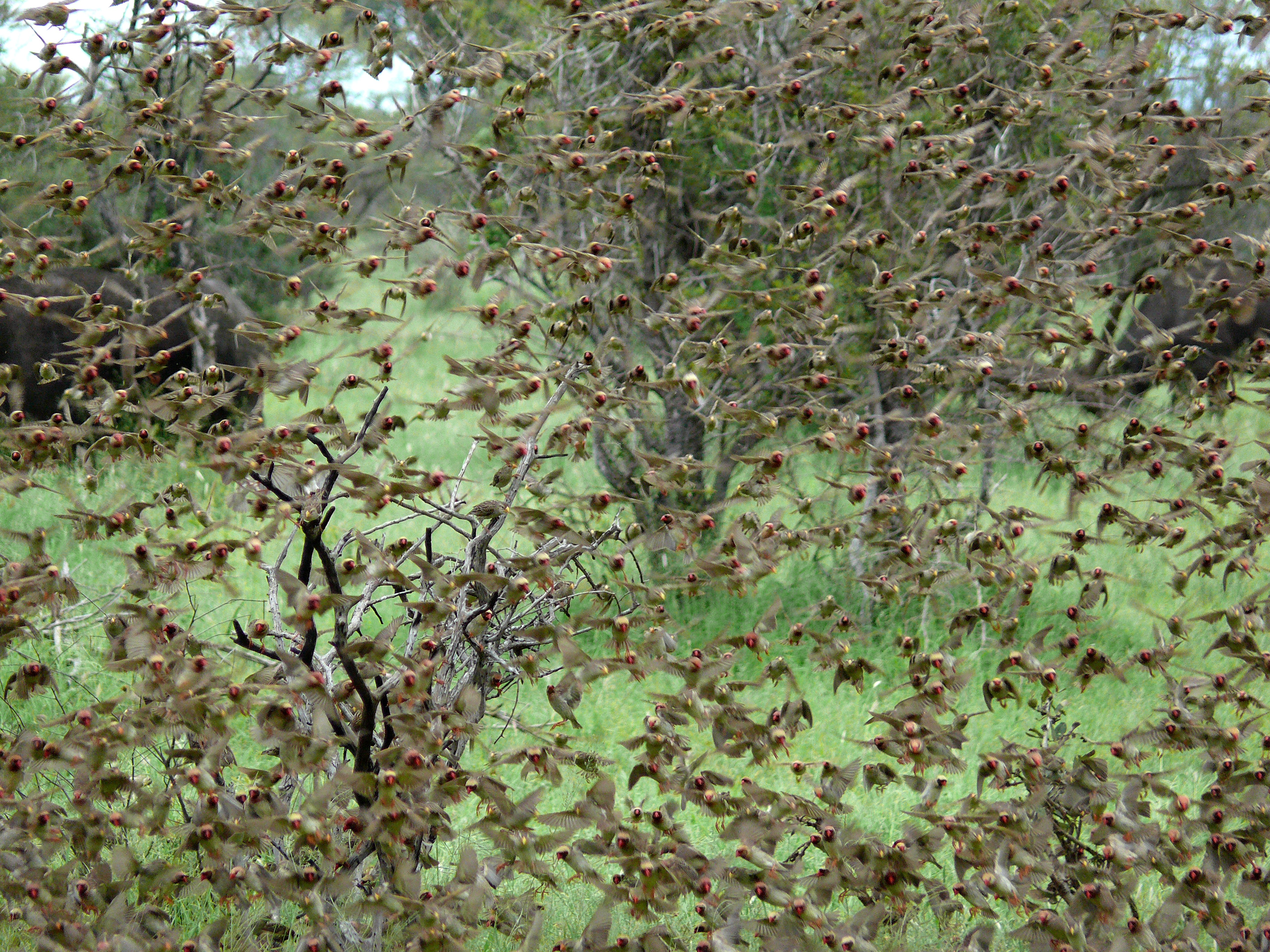
Da Blutschnabelweber stellenweise massive Ernteschäden verursachen können, wird die Art teils vehement bekämpft.

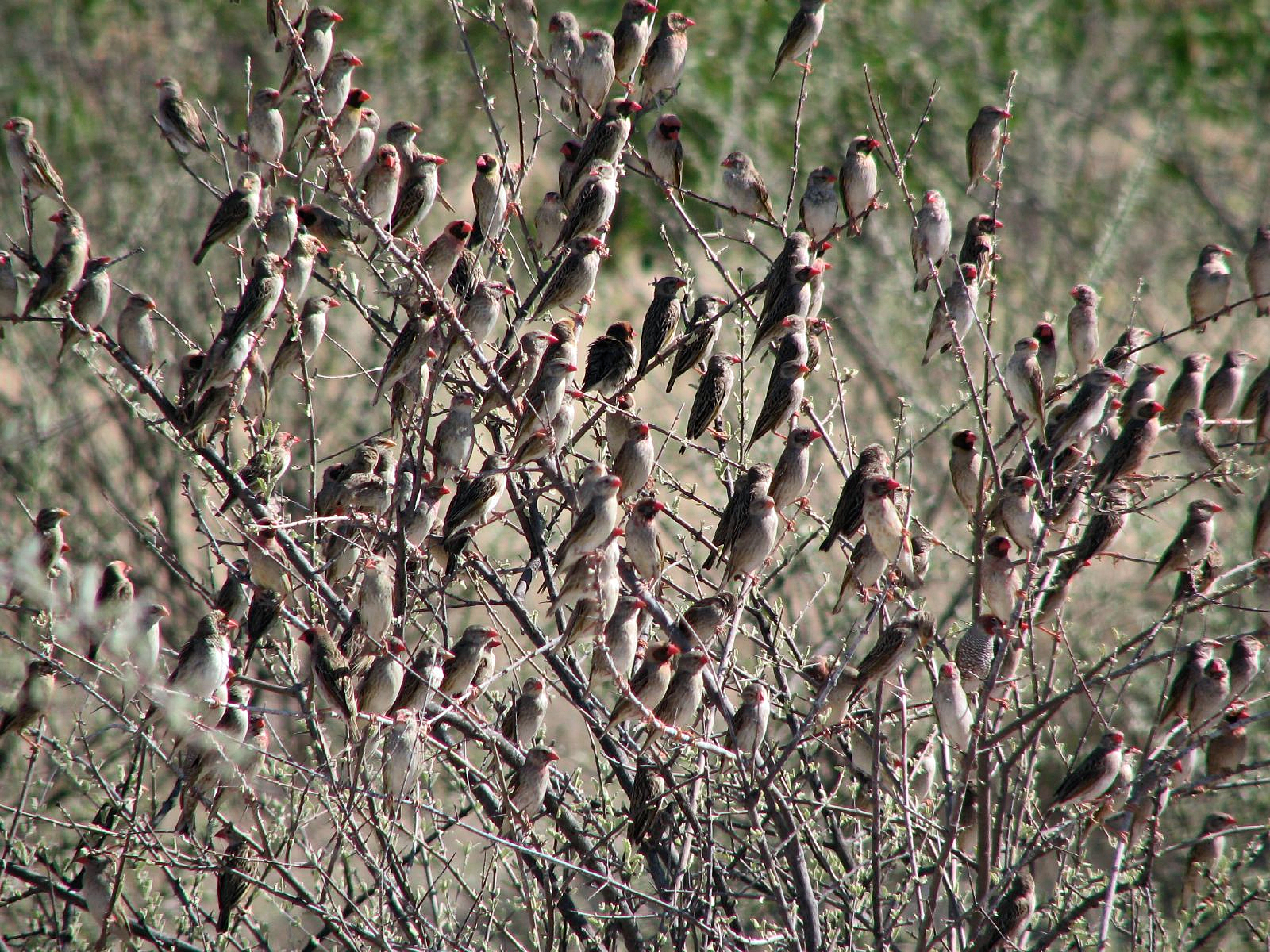
In der Mittagshitze sammeln sich Blutschnabelweber oft an Massenrastplätzen.

Der Blutschnabelweber (Quelea quelea) ist eine Singvogelart aus der Familie der Webervögel (Ploceidae). Er besiedelt Afrika südlich der Sahara und gehört zu den häufigsten Vogelarten der Erde. Nach der Brutzeit, wenn die Population mit vielen diesjährigen Vögeln ein jährliches Maximum erreicht, wird der Gesamtbestand teils auf 1,5 Milliarden Exemplare geschätzt,
womit die Art sogar der häufigste wildlebende Vogel überhaupt sein könnte. Er tritt regional in riesigen Schwärmen auf, die bedeutende Ernteschäden verursachen können und daher teils vehement bekämpft werden. Die riesigen Brutkolonien können bis zu 110 ha umfassen.

## Beschreibung
Der Blutschnabelweber ist eine kleine, kurzschwänzige Webervogelart mit kräftigem Schnabel, die mit 12 cm Körperlänge in der Größe etwa mit einem Stieglitz vergleichbar ist. Er wiegt zwischen 15 und 26 g.
Bei Männchen im Brutkleid ist der Schnabel lebhaft rot. Die Iris ist braun und das Auge von einem schmalen, roten Orbitalring umgeben. Die Kopfzeichnung ist bei der Nominatform (Q. q. quelea) sehr variabel. Für gewöhnlich zeigt die Gesichtspartie eine schwarze Maske, die über Stirn, Zügel, Wangen, Ohrdecken, Kinn und Kehle reicht. Sie kann aber auch dunkelrosa bis purpurfarben oder cremeweiß sein und auch die Ausdehnung ist oft sehr unterschiedlich ausgeprägt. Die übrige Kopfpartie ist meist strohfarben oder dunkel rosa. In letzterem Fall kann sich die rosa Färbung bis auf den Bauch ausdehnen. Sonst ist die obere Brust meist strohfarben; untere Brust und Flanken sind hellbraun. Die Flanken sind zudem dunkel gestrichelt. Bauch und Unterschwanzdecken sind weiß. Die Oberseite ist hellbraun und durch dunkle Federmitten kräftig unregelmäßig gestreift. Auf dem Bürzel ist die Streifung hingegen feiner. Der Oberflügel ist braun mit gelblichen Säumen an den Schwingen. Die Steuerfedern sind braun. Beine und Füße sind orange.
Beim Männchen im Schlichtkleid ist der Schnabel rot bis pink. Es fehlt die Gesichtsmaske. Stirn und Scheitel sind graubraun mit dunkler Strichelung, Kinn und Kehle weiß. Die Brust ist gelblich-braun. Das übrige Gefieder entspricht dem Brutkleid. Beine und Füße sind fleischfarben.
Das Weibchen ähnelt dem Männchen im Schlichtkleid. Es hat außerhalb der Brutzeit einen roten Schnabel und Augenring, zur Brutzeit sind beide gelb.
Vögel im Jugendkleid kann man am hornbraunen Schnabel und mattbraunen Augenring erkennen. Der Kopf ist schlicht grau, die Wangenpartie weißlich. Schwingen und Oberflügeldecken tragen gelblich-braune Säume.

## Verbreitung und geografische Variation
Der Blutschnabelweber ist mit Ausnahme des Regenwaldgürtels, des Horns von Afrika und einigen Wüsten und Küstenregionen in nahezu ganz Subsahara-Afrika verbreitet.
Es werden drei Unterarten anerkannt, die sich vor allem im Brutkleid der Männchen unterscheiden. Bei der Gesichtsmaske von Q. q. aethiopica fehlt die schwarze Stirn, der Unterseite eine gelblichbraune Tönung. Q. q. lathamii hat wie die Nominatform eine schwarze Stirn. Die Unterseite ist jedoch weiß.
- Q. q. quelea (Linnaeus, 1758) – südliches Mauretanien, westlicher und nördlicher Senegal, Gambia, mittleres Mali, nördliches Burkina Faso, südwestlicher und südlicher Niger, nördliches Nigeria, nördliches Kamerun, südliche Mitte des Tschad und nördliche Zentralafrikanische Republik
- Q. q. aethiopica (Sundevall, 1850) – westlicher, mittlerer und östlicher Sudan, Äthiopien und westliches Eritrea südwärts bis in den Nordosten der Demokratischen Republik Kongo, Uganda, Kenia, mittleres und östliches Tansania und nordwestliches und südliches Somalia
- Q. q. lathamii (A. Smith, 1836) – südwestlicher Gabun, südliche Republik Kongo, große Teile von Angola, Süden der Demokratischen Republik Kongo und Mündungsgebiet des Kongo, Sambia, Malawi und westliches Mosambik südwärts bis Namibia und ins mittlere, südliche und östliche Südafrika.

## Lebensraum
Der Blutschnabelweber ist vor allem in halbwüstenartigen Lebensräumen häufig. Dazu zählen Trocken- und Dornstrauchsavannen oder vielerorts die Kulturlandschaft. Nur selten ist die Art in Feuchtgebieten oder reinen Trockengebieten zu finden. In bewaldeten Regionen fehlt sie. Sie besiedelt im Allgemeinen das Flach- und Hügelland. Die Höhenverbreitung reicht in Ostafrika vorwiegend von 500 bis 1500 m, seltener auf bis zu 3000 m hinauf. Im Süden ist der Blutschnabelweber meist unter 1000 m anzutreffen.

## Ernährung
Die Nahrung des Blutschnabelwebers besteht ganz vorwiegend aus Samen von wilden Süßgräsern und Getreide. Ergänzend kommen gelegentlich Insekten hinzu.
Bevorzugt werden Sämereien von 1 × 2 mm Größe gefressen, die sowohl an der Pflanze oder am Boden liegend aufgenommen werden. Die Zusammensetzung des Nahrungsspektrums kann nach Jahreszeit und Verfügbarkeit variieren, sodass zu bestimmten Jahreszeiten angebautes Getreide als Nahrungsquelle wichtig wird und die Art dann teils massive Ernteschäden verursacht. In Kenia wurden beispielsweise in einem Oktober zu 80 % Sämereien wilder Gräser gefressen, von Februar bis April rückte jedoch Hirse mit 40 % Anteil stärker in den Vordergrund.
Das Nahrungsspektrum bei wilden Gräsern besteht aus Dactyloctenium aegyptium, Hühnerhirsen wie Echinochloa colonum und Echinochloa pyramidalis, Ischaemum brachyantherum, wildem Reis wie Oryza bartii, Rispenhirsen wie Panicum laevigatum, Borstenhirsen, Lampenputzergräsern, Schoenfeldia gracilis sowie Arten der Gattungen Paspalum und Urochloa.
Ernteschäden verursacht die Art bei Weizen, Sorghumhirse, Hirse, Hafer, Buchweizen und Reis. Auch zerstoßener Mais an Viehfutterstellen wird gefressen.
Insekten machen meist unter 10 % Anteil an der Nahrung aus, bei der Nestlingsnahrung kann er aber zwischen 35 und 50 % betragen. Gefressen oder verfüttert werden Käfer, Raupen und Schmetterlinge, Heuschrecken, Wanzen, Ameisen, „Erntetermiten“ (Hodotermitidae) und Libellen. Auch andere Gliederfüßer wie beispielsweise Webspinnen werden erbeutet. Weibchen fressen Teile von Schneckenhäusern und Eierschalen sowie Mineralien wohl zur Calciumzufuhr vor der Eiablage.
Größere Schwärme suchen ihre Nahrung am Boden in „rollender Fortbewegung“, bei der regelmäßig Wolken von Vögeln über die vorderen hinweg fliegen. Feldforschungen legen die Annahme nahe, dass an Massenrastplätzen eine individuelle Kommunikation über die Verortung von Nahrungsquellen erfolgt, die später eine koordinierte Bewegung der Schwärme ermöglicht. Die Art sucht regelmäßig Trinkwasserstellen auf. In der Mittagshitze bilden sich oft Massenrastplätze in Bäumen und Sträuchern.

## Fortpflanzung
Der Blutschnabelweber brütet in großen Kolonien, die Millionen von Nestern umfassen können. Bis zu 6000 können in einem Baum stehen. Kleine Kolonien von unter zehn Brutpaaren kommen aber gelegentlich auch vor. Innerhalb der Kolonien erfolgt das Brutgeschäft sehr synchron, sodass es manchmal innerhalb von 40 Tagen abgeschlossen ist und die Kolonien wieder komplett geräumt sind. Die Brutzeit variiert je nach geografischer Lage und scheint mit größeren Regenfällen zu korrelieren, nach denen genug Nahrung und Nistmaterial vorhanden ist. In manchen Regionen wie beispielsweise in Kenia finden zwei Brutzyklen statt.
Der Blutschnabelweber führt im Allgemeinen eine monogame Brutehe, jedoch wurden auch Vögel beobachtet, die an verschiedenen Stellen nisteten. Dies lässt vermuten, dass auch sukzessive Polygynie vorkommt. Männchen verteidigen den direkten Nestbereich durch Gesang und flatternde Angriffsflüge gegen Rivalen.
Das Nest ist ein kleiner, kugelförmiger Bau aus Gras, der innerhalb von zwei bis drei Tagen vom Männchen errichtet wird. Der seitliche Eingang ist durch ein kleines Regendach aus frischen Grashalmen geschützt. Das Nest befindet sich im Allgemeinen in einem bis sechs Meter Höhe in dornigen Bäumen. In den meisten Fällen hängt es mit etwa zwei Meter nicht sehr hoch. Manchmal steht es auch im Röhricht oder in Zuckerrohr.
Das Gelege besteht meist aus drei, seltener einem bis fünf Eiern, die durchschnittlich etwa 18 × 13 mm groß sind. Sie sind grünlich oder bläulich und weisen nur selten eine dunkle Sprenkelung auf. Die Eiablage beginnt oft bereits, wenn das Nest noch nicht ganz fertig ist. Die Brutzeit beträgt zehn bis zwölf Tage. Die Nestlinge fliegen nach zehn bis elf Tagen aus und werden von beiden Elternteilen versorgt. Nach dem Ausfliegen sitzen sie in umliegenden Zweigen und sind nach 21 Tagen selbständig.
In Nigeria flogen an 87 % der Nester Junge aus, im Senegal und im Tschad betrug der durchschnittliche Bruterfolg zwei Junge pro Nest. Brutkolonien ziehen meist viele Prädatoren an, von großen Heuschreckenarten wie Acanthoplus discoidalis oder Reptilien, über Reiher, Störche, Ibisse und Greifvögel bis hin zu Löwen oder Leoparden. Bisweilen werden Kolonien komplett zerstört, wie beispielsweise in Südafrika eine Kolonie mit 3000 Nestern von Kuhreihern. Meist ist der Schaden aber wesentlich geringer und lag bei zwei Kolonien im Kruger-Nationalpark bei etwa 15 %.

## Bestand und Bekämpfung
Der Blutschnabelweber zählt zu den häufigsten Vogelarten der Welt. Der Gesamtbestand nach der Brutzeit wird auf 1,5 Milliarden Exemplare geschätzt. Die Population im Krüger-Nationalpark wird auf 33 Millionen geschätzt, die im angrenzenden Mosambik auf 20 Millionen. In Kamerun und im Tschad wurden nach Erfassungen mit dem Flugzeug bis zu 55 Millionen geschätzt. Eine Kolonie im Nordosten Nigerias umfasste 110 Hektar und vermutlich 31 Millionen Nester.
Während der Trockenzeit bilden sich große Schwärme, die aus Millionen von Vögeln bestehen. Teilweise handelt es sich um Mischschwärme mit anderen Webervögeln oder Arten wie dem Braunrücken-Goldsperling.
Da die Schwärme in Getreideanbaugebiete einfallen und dort großen Schaden anrichten können, werden sie vielerorts massiv bekämpft. Dabei wurden oder werden Sprengstoff, Benzinexplosionen und Chemikalien eingesetzt. Zu den letzteren zählt vor allem das Organophosphat Fenthion, das (benannt nach dem wissenschaftlichen und englischen Namen Quelea) unter dem Markennamen Queletox® vertrieben wird. Es handelt sich um ein Kontaktgift, das vor allem für Insekten und Vögel tödlich ist und mit dem Flugzeug über den Massenschlaf- oder -rastplätzen der Art versprüht wird. Die Kollateralschäden sind dabei erheblich, da das Gift auch andere Vögel und Insekten trifft und auch für Mensch, Vieh und Gewässer nicht ungefährlich ist. Werden die toten Webervögel gefressen, sterben daran auch die Aasfresser oder Prädatoren. Dies kann auch eine Gefahr für europäische Zugvögel wie den Weißstorch sein.
Obwohl beispielsweise in Südafrika in einem Monat teils bis zu 21 Millionen, in einem Jahr bisweilen etwa 180 Millionen der Vögel vernichtet werden, bleiben diese Aktionen wenig erfolgreich. Sie ersetzen lediglich die ohnehin vorkommende, natürliche Sterblichkeit. Neuere Abwehrmethoden bestehen daher beispielsweise im Anpflanzen neuer Getreidezüchtungen oder in veränderten Anbauzeiten.